# Кало (город)
Кало (бирм. ကလောမြို့, шан. ၵလေႃး, англ. Kalaw) — город в Мьянме. Административно относится к району Таунджи штата Шан. Железнодорожная станция на линии Тази — Шуэньяун.
Кало был основан британской колониальной администрацией как горная станция для отдыха английских чиновников и офицеров. Этому способствовал мягкий климат города, расположенного на высоте 1300 м над уровнем моря. После обретения Бирмой независимости Кало стал популярным местом отдыха богатых бирманцев.
В окрестностях Кало проживают представители национальных меньшинств (дану, палаунг, па-о и другие), что способствует развитию этнографического туризма.